# Nitsijärvi
Nitsijärvi (skoltsamiska: Njeʹǯǯjäuʹrr) är en sjö i Finland. Den ligger i kommunen Enare i landskapet Lappland, i den norra delen av landet, 1 000 km norr om huvudstaden Helsingfors. Nitsijärvi ligger 119,6 meter över havet. Den är 35,25 meter djup. Arean är 42,28 kvadratkilometer och strandlinjen är 206,04 kilometer lång. Sjön  ingår i Pasvik älvs huvudavrinningsområde. 